# Цемендорф-Штёттера
Цемендорф-Штёттера (нем. Zemendorf-Stöttera) — коммуна (нем. Gemeinde) в Австрии, в федеральной земле Бургенланд. 
Входит в состав округа Маттерсбург.  Население составляет 1247 человек (на 31 декабря 2005 года). Занимает площадь 12,8 км². Официальный код  —  10618.

## Политическая ситуация
Бургомистр коммуны — Йозеф Хайдер (АНП) по результатам выборов 2007 года.
Совет представителей коммуны (нем. Gemeinderat) состоит из 19 мест.
- АНП занимает 11 мест.
- СДПА занимает 8 мест.